# 阿卜杜拉耶·瓦德
阿卜杜拉耶·瓦德（法語：Abdoulaye Wade，1926年5月29日—），塞内加尔政治人物、第3任塞内加尔总统。2000年當選塞内加尔总统，實現該國首次政黨輪替，2007年連任。2012年3月25日，他在总统竞选中被麦基·萨勒击败，无缘另一个任期。瓦德从1974年开始领导塞内加尔民主党，是该党的总书记。瓦德曾经长时期是反对党领导人，在他2000年获选之前他从1978年开始曾经四次竞选总统。

## 早年
瓦德出生在塞内加尔凯贝梅尔。按照官方说法他是1929年出生的，但是也有说他是数年前出生的。那个时候的出生纪录不很准确。他在法国康多赛公立中等学校学习法学，后来在那里教法学。他拥有法学和经济学博士学位。他还曾任塞内加尔谢克·安塔·迪奥普大学法学系和经济学系的院长。他与维维安·瓦德结婚，两人的儿子卡林·瓦德从2009年5月开始出任塞内加尔国际合作、城市和地区计划、航空和基础设施部长。他们的女儿是总统的特殊助手，曾多次参加达喀尔拉力赛。

## 从政
1974年在摩加迪休的非洲统一组织会议上瓦德对当时塞内加尔总统利奥波德·塞达尔·桑戈尔说他打算组织一个新的政党并获得了桑戈尔的同意。1974年7月31日塞内加尔民主党成立。这个新的政党本来打算成为一个工党，但是从1976年开始因为一个法律规定塞内加尔国内只允许存在三个不同意识形态的党派而代表自由主义。当时其它的两个意识形态已经被其它党派代表了，只有自由主义还空着。1978年2月瓦德首次参加总统竞选，获得了17.38%的选票。桑戈尔给瓦德起了给外号，这在沃洛夫语中意思是野兔。同年他被选入塞内加尔国会并任议员至1980年。在1983年和1988年的大选中他再次参选，都获得了第二名，仅次于桑戈尔的继任阿卜杜·迪乌夫。1988年大选后他因为抗议选举结果而被捕并被判缓刑。此后他去法国，但是1990年回国。
1991年瓦德和四名其他民主党党员参加了当权的塞内加尔社会党组成的国家统一政府。瓦德成为不管部长。1992年10月民主党成员抱怨社会党控制政府的方式而退出政府。在1993年的大选中瓦德再次名列第二，获得了32%的选票。迪乌夫获得了58%的选票。1993年5月宪法会议副主席被谋杀后瓦德和其他民主党领袖被审问。瓦德、他的妻子和其他两名民主党议会议员于10月1日被控告阴谋策劃了这次刺杀，但是他们没有被捕，法庭也没有开庭审问。1994年2月动乱后瓦德和其他许多人因为威胁国家安全而被捕。1994年5月对他参加刺杀的嫌疑被排除。从6月30日起瓦德和其他被捕者开始绝食，他们于7月4日被释放，8月30日其他的所有控罪也全部被撤控。
1995年3月瓦德又作为部长加入政府，但是1998年3月他和其他民主党部长又离开。1998年2月他再次被选入国会，但是7月末他辞去议员职务，说“有足够多的副手代替我做这个工作”。

## 总统

### 2000年大选和第一任期

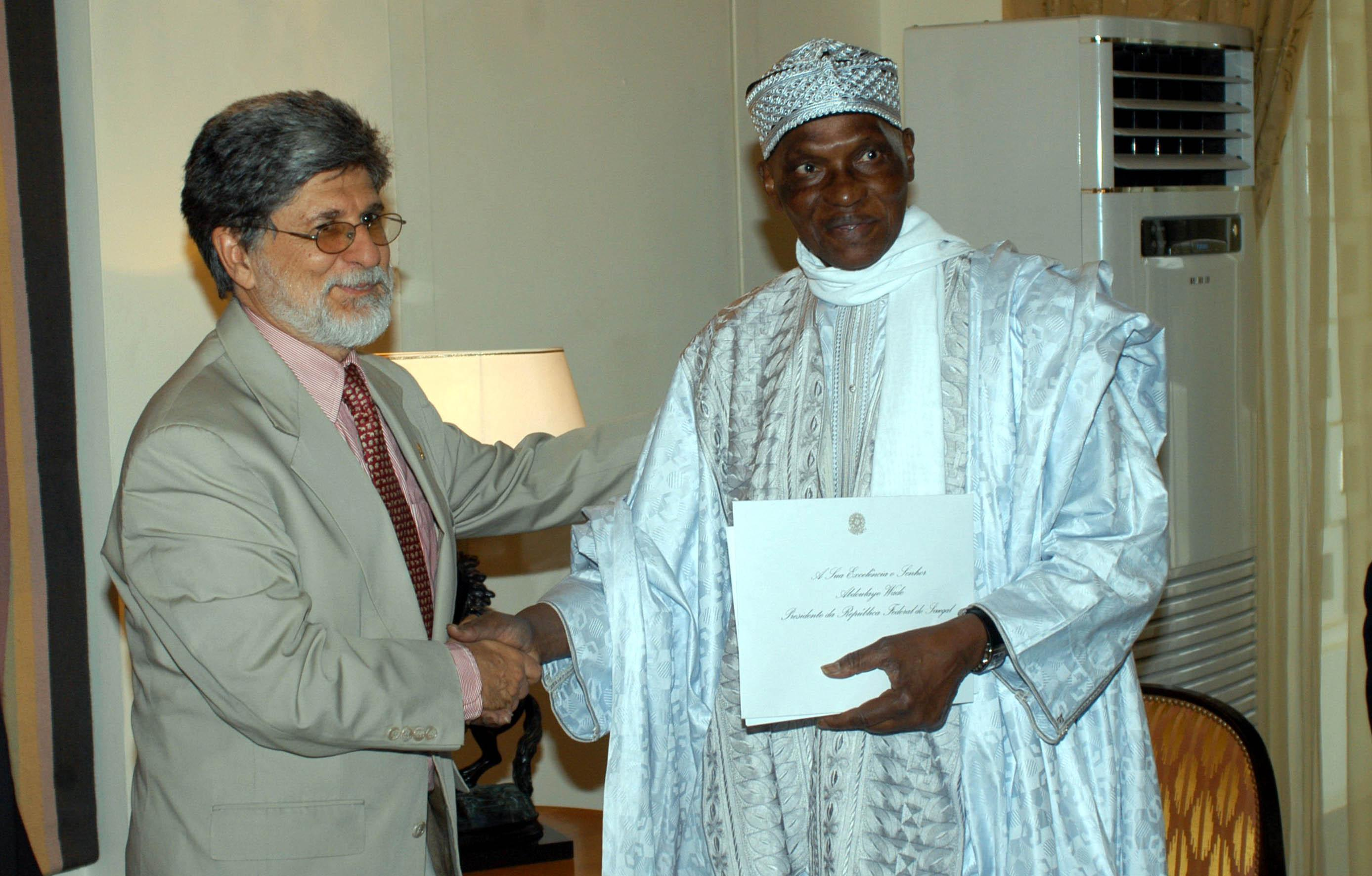
2005年瓦德与巴西外交部长塞尔索·阿莫里姆

此后瓦德在法国待了一年。1999年10月27日他返回塞内加尔。在2000年2月27日举行的第一轮选举中他再次以31%的选票获第二名，但是这是迪乌夫首次没有在第一轮里就获得完全多数。在3月19日的第二轮选举中瓦德以58.49%获胜，原因是在第一轮落选的候选人，包括获得第三名的候选人，支持他。2000年4月1日瓦德当任总统。一开始瓦德与社会党联盟，因为社会党在国会里占多数。在2001年4月的塞内加尔国会选举中民主党和它的联盟者获得了多数，结束了与社会党的联盟。
2001年塞内加尔采纳了一部新宪法，规定瓦德2007年任满后总统任期降低到五年。

### 2007年大选和第二任期

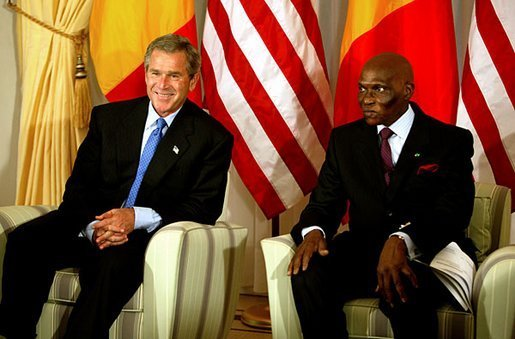
2003年7月8日瓦德在达喀尔与美国总统乔治·沃克·布什会面

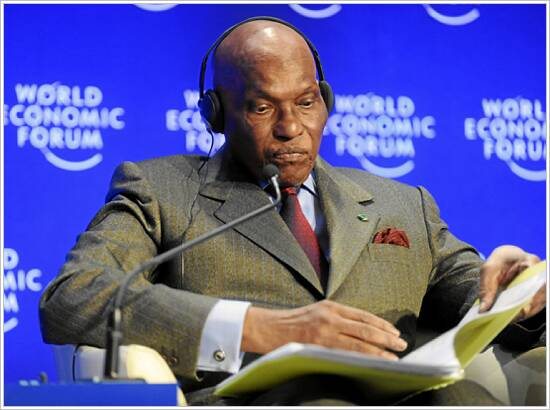
在2009年世界經濟論壇年度会议上

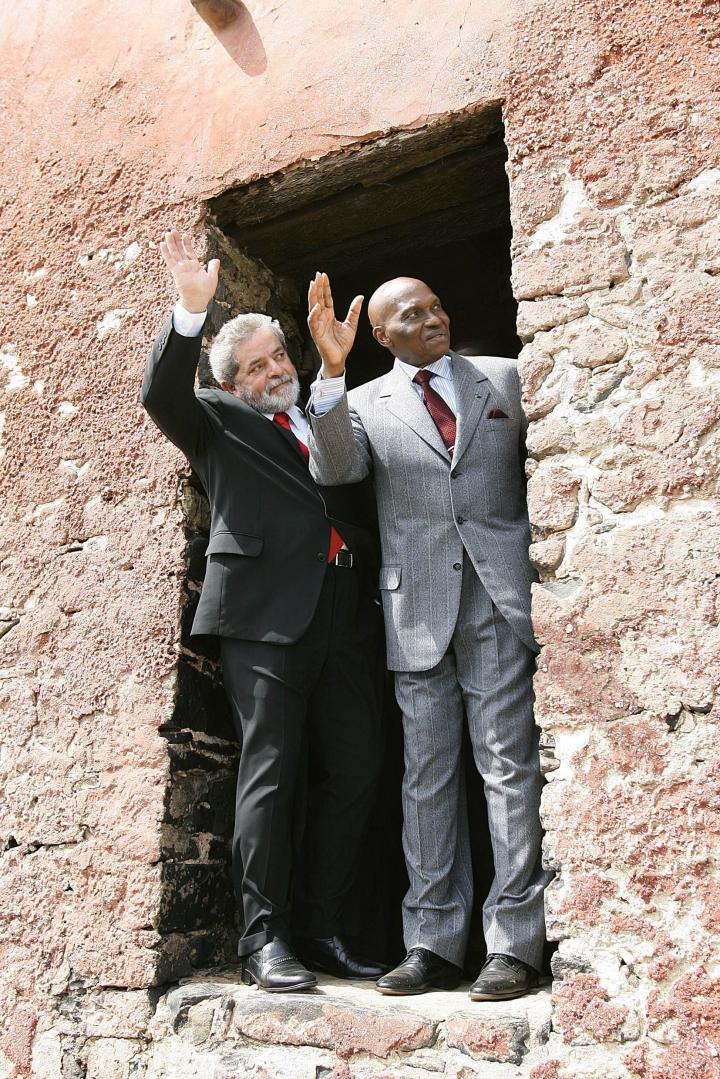
2005年4月14日瓦德与巴西总统路易斯·伊纳西奥·卢拉·达席尔瓦会面

2006年10月15日瓦德被民主党提名为2007年2月总统大选候选人。他的竞争者之一是他的前总理和保护人，但是2005年被捕的伊德里萨·塞克。2007年3月11日公布的结果显示瓦德在第一轮就以55.9%的选票获胜了，远远超过他的竞争者。塞克获得了15%，社会主义党候选人13.6%。社会党候选人和其他一名候选人就大选上诉，但是被宪法集会驳回。4月3日瓦德在达喀尔宣誓就职他的第二任。许多非洲领导人以及六万观众出席参加了这个仪式。
主要反对党派不接受瓦德2007年的胜利，认为他的总统职不合法，他们拒绝参加塞内加尔2007年的国会选举，并在当年晚些时候重新设立上议院。2008年5月19日瓦德在一次采访中说除非反对党承认他是合法总统双方没有对话的余地。“随便他们干什么，我不关心，”他说，“只要他们遵守法律和秩序。”
在2007年7月在加纳阿克拉举办的非洲联盟首脑会议上瓦德支持迅速设立提议的非洲合众国计划。他说：“假如我们的联合失败，我们将被削弱，我们将隔离地生活在分离的国家里，我们将面临在强大的和统一的经济前崩溃的危险。”

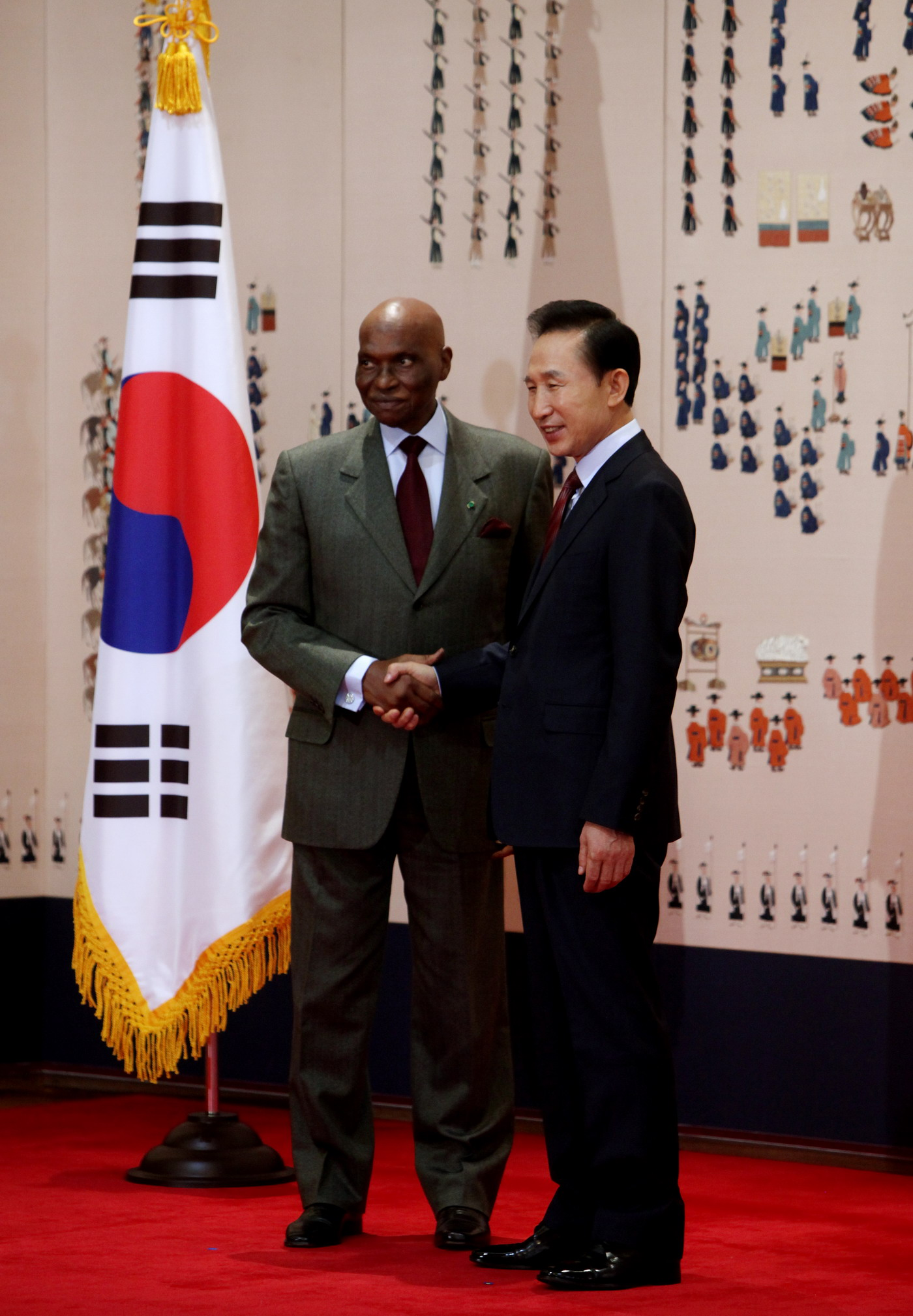
瓦德在青瓦台与韩国总统李明博会面（2009年11月23日）

2008年7月国会批准宪法修改案，把总统任期又延长到了2001年宪法前的七年。但是这个延长并不适用于瓦德2007年至2012年的任期。在这个过程中司法部长说假如瓦德身体健康的话他可以在2012年再参加选举。2009年9月17日瓦德证实他打算在2012年再次参加第三任的选举“假如上帝给我长寿的话。”

### 2012年大选
在2012年2月27日，瓦德承认其在第一轮投票中并未获得多数选票并面临着另一轮投票。然而在第二轮投票中，他的竞争者麦基·萨勒获得了所有之前在第一轮失利的总统候选人的支持，获得大胜。瓦德最终无缘其又一任期。

## 争议
瓦德任职期间被批评有腐败、裙帶關係和限制媒体自由和公民权利。
他还被批评耗费巨资兴建所谓的“威信项目”。其中包括兴建一座160多英尺高的铜像非洲復興紀念碑。瓦德自称因为他拥有这个项目的知识产权因此他有权获得铜像产生的旅游盈利的35%。
在这个争论中因为当地阿訇表示他们反对这座纪念碑瓦德把纪念碑上的铜像与耶稣作比较，因此塞内加尔的基督教主教们批评他公开否认耶稣是神。瓦德后来表示后悔他的言论冒犯了基督徒的宗教信仰。
2009年瓦德因为一份送给一名离开的国际金融组织官员的“再见礼物”受到批评。瓦德在两人吃过晚饭后把礼物交给对方，结果发现这份礼物是一袋近乎20万美元的钱。除此之外有许多人猜测和批评瓦德打算让他的儿子继承他的位置。
有报道说瓦德是共济会成员。

## 荣誉

### 外国勋章奖章
- 芬兰白玫瑰大十字勋章附颈饰（芬兰，2009年[39]）